# Гангуана
Гангуана (лат. Hanguana) — род однодольных растений монотипичного семейства Гангуановые (Hanguanaceae) порядка Коммелиноцветные (Commelinales).
Представители рода — многолетние травянистые растения, распространённые на островах Малайского архипелага, а также в Шри-Ланке и на севере Австралии.

## Виды
По информации базы данных The Plant List (на июль 2016), род включает 3 вида:
- Hanguana bogneri H.-J.Tillich et E.Sill (1999) — Калимантан
- Hanguana major Airy Shaw
- Hanguana malayana (Jack) Merr. (1915)